# San Diego Open
California de Sud, cunoscut în prezent sub numele de  San Diego Open, este un turneu de nivel ATP 250 care are loc la Centrul de Tenis Barnes din San Diego, California. De asemenea, este numele oficial al fostului turneu profesionist de tenis feminin jucat la North County San Diego. A fost în categoria Turnee WTA Premier în perioada 2010–2013.
Poziționat cu o săptămână înainte de Indian Wells Masters de nivel ATP 1000 și la doar 2 ore și 30 de minute cu mașina de Indian Wells, San Diego Open a atras un grup foarte puternic de jucători, inclusiv Denis Șapovalov, Andrei Rubliov, Diego Schwartzman, Grigor Dimitrov și Andy Murray.

## Rezultate

### Simplu masculin
| An   | Campion           | Finalist       | Scor     |
| ---- | ----------------- | -------------- | -------- |
| 2021 | Casper Ruud       | Cameron Norrie | 6–0, 6–2 |
| 2022 | Brandon Nakashima | Marcos Giron   | 6–4, 6–4 |

### Dublu masculin
| An   | Campioni                          | Finaliști                 | Scor                  |
| ---- | --------------------------------- | ------------------------- | --------------------- |
| 2021 | Joe Salisbury Neal Skupski        | John Peers Filip Polášek  | 7–6(7–2), 3–6, [10–5] |
| 2022 | Nathaniel Lammons Jackson Withrow | Jason Kubler Luke Saville | 7–6(7–5), 6–2         |

### Simplu feminin
| An                 | Campioană             | Finalistă                 | Scor               |
| ------------------ | --------------------- | ------------------------- | ------------------ |
| 1971               | Billie Jean King      | Rosemary Casals           | 3–6, 7–5, 6–1      |
| 1972-1978          | Nu s-a ținut          | Nu s-a ținut              | Nu s-a ținut       |
| 1979               | Tracy Austin          | Martina Navratilova       | 6–4, 6–2           |
| 1980               | Tracy Austin (2)      | Wendy Turnbull            | 6–1, 6–3           |
| 1981               | Tracy Austin (3)      | Pam Shriver               | 6–2, 5–7, 6–2      |
| 1982               | Tracy Austin (4)      | Kathy Rinaldi             | 7–6, 6–3           |
| 1983               | Nu s-a ținut          | Nu s-a ținut              | Nu s-a ținut       |
| 1984               | Debbie Spence         | Betsy Nagelsen            | 6–3, 6–7(3–7), 6–4 |
| 1985               | Annabel Croft         | Wendy Turnbull            | 6–0, 7–6(7–5)      |
| 1986               | Melissa Gurney        | Stephanie Rehe            | 6–2, 6–4           |
| 1987               | Raffaella Reggi       | Anne Minter               | 6–0, 6–4           |
| 1988               | Stephanie Rehe        | Ann Grossman              | 6–1, 6–1           |
| 1989               | Steffi Graf           | Zina Garrison             | 6–4, 7–5           |
| 1990               | Steffi Graf (2)       | Manuela Maleeva-Fragnière | 6–3, 6–2           |
| 1991               | Jennifer Capriati     | Monica Seles              | 4–6, 6–1, 7–6(7–2) |
| 1992               | Jennifer Capriati (2) | Conchita Martínez         | 6–3, 6–2           |
| 1993               | Steffi Graf (3)       | Arantxa Sánchez Vicario   | 6–4, 4–6, 6–1      |
| 1994               | Steffi Graf (4)       | Arantxa Sánchez Vicario   | 6–2, 6–1           |
| 1995               | Conchita Martínez     | Lisa Raymond              | 6–2, 6–0           |
| 1996               | Kimiko Date           | Arantxa Sánchez Vicario   | 3–6, 6–3, 6–0      |
| 1997               | Martina Hingis        | Monica Seles              | 7–6(7–4), 6–4      |
| 1998               | Lindsay Davenport     | Mary Pierce               | 6–3, 6–1           |
| 1999               | Martina Hingis (2)    | Venus Williams            | 6–4, 6–0           |
| 2000               | Venus Williams        | Monica Seles              | 6–0, 6–7(3–7), 6–2 |
| 2001               | Venus Williams (2)    | Monica Seles              | 6–2, 6–3           |
| 2002               | Venus Williams (3)    | Jelena Dokić              | 6–2, 6–2           |
| 2003               | Justine Henin         | Kim Clijsters             | 3–6, 6–2, 6–3      |
| 2004               | Lindsay Davenport (2) | Anastasia Myskina         | 6–1, 6–1           |
| 2005               | Mary Pierce           | Ai Sugiyama               | 6–0, 6–3           |
| 2006               | Maria Sharapova       | Kim Clijsters             | 7–5, 7–5           |
| 2007               | Maria Sharapova (2)   | Patty Schnyder            | 6–2, 3–6, 6–0      |
| 2008–2009          | Nu s-a ținut          | Nu s-a ținut              | Nu s-a ținut       |
| 2010               | Svetlana Kuznetsova   | Agnieszka Radwańska       | 6–4, 6–7(7–9), 6–3 |
| 2011               | Agnieszka Radwańska   | Vera Zvonareva            | 6–3, 6–4           |
| 2012               | Dominika Cibulková    | Marion Bartoli            | 6–1, 7–5           |
| 2013               | Samantha Stosur       | Victoria Azarenka         | 6–2, 6–3           |
| 2014               | Nu s-a ținut          | Nu s-a ținut              | Nu s-a ținut       |
| ↓ WTA 125 ↓        |                       |                           |                    |
| 2015               | Yanina Wickmayer      | Nicole Gibbs              | 6–3, 7–6(7–4)      |
| 2016–21            | Nu s-a ținut          | Nu s-a ținut              | Nu s-a ținut       |
| ↓ Turneu WTA 500 ↓ |                       |                           |                    |
| 2022               | Iga Świątek           | Donna Vekić               | 6–3, 3–6, 6–0      |
| 2023               | Barbora Krejčíková    | Sofia Kenin               | 6–4, 2–6, 6–4      |
| 2024               | Katie Boulter         | Marta Kostiuk             | 5–7, 6–2, 6–2      |

### Dublu feminin
| An                     | Campioană                                    | Finalistă                                | Scor               |
| ---------------------- | -------------------------------------------- | ---------------------------------------- | ------------------ |
| 1971                   | Rosemary Casals Billie Jean King             | Françoise Dürr Judy Tegart Dalton        | 6–7, 6–2, 6–3      |
| 1979                   | Rosemary Casals (2) Martina Navratilova      | Betty Ann Grubb Stuart Ann Kiyomura      | 3–6, 6–4, 6–2      |
| 1980                   | Tracy Austin Ann Kiyomura                    | Rosemary Casals Wendy Turnbull           | 3–6, 6–4, 6–3      |
| 1981                   | Kathy Jordan Candy Reynolds                  | Rosemary Casals Pam Shriver              | 6–1, 2–6, 6–4      |
| 1982                   | Kathy Jordan (2) Paula Smith                 | Patricia Medrado Cláudia Monteiro        | 6–3, 5–7, 7–6      |
| 1984                   | Betsy Nagelsen Paula Smith (2)               | Terry Holladay Iwona Kuczyńska           | 6–2, 6–4           |
| 1985                   | Candy Reynolds (2) Wendy Turnbull            | Rosalyn Fairbank Susan Leo               | 6–4, 6–0           |
| 1986                   | Beth Herr Alycia Moulton                     | Elise Burgin Rosalyn Fairbank            | 5–7, 6–2, 6–4      |
| 1987                   | Jana Novotná Catherine Suire                 | Elise Burgin Sharon Walsh                | 6–3, 6–4           |
| 1988                   | Patty Fendick Jill Hetherington              | Betsy Nagelsen Dinky Van Rensburg        | 7–6(12–10), 6–4    |
| 1989                   | Elise Burgin Rosalyn Fairbank                | Gretchen Magers Robin White              | 4–6, 6–3, 6–3      |
| 1990                   | Patty Fendick (2) Zina Garrison              | Elise Burgin Rosalyn Fairbank-Nideffer   | 6–4, 7–6(7–5)      |
| 1991                   | Jill Hetherington (2) Kathy Rinaldi          | Gigi Fernández Nathalie Tauziat          | 6–4, 3–6, 6–2      |
| 1992                   | Jana Novotná (2) Larisa Neiland              | Conchita Martínez Mercedes Paz           | 6–1, 6–4           |
| 1993                   | Gigi Fernández Helena Suková                 | Pam Shriver Elizabeth Smylie             | 6–4, 6–3           |
| 1994                   | Jana Novotná (2) Arantxa Sánchez Vicario     | Ginger Helgeson Rachel McQuillan         | 6–3, 6–3           |
| 1995                   | Gigi Fernández (2) Natasha Zvereva           | Alexia Dechaume-Balleret Sandrine Testud | 6–2, 6–1           |
| 1996                   | Gigi Fernández (3) Conchita Martínez         | Arantxa Sánchez Vicario Larisa Neiland   | 4–6, 6–3, 6–4      |
| 1997                   | Martina Hingis Arantxa Sánchez Vicario (2)   | Amy Frazier Kimberly Po                  | 6–3, 7–5           |
| 1998                   | Lindsay Davenport Natasha Zvereva (2)        | Alexandra Fusai Nathalie Tauziat         | 6–2, 6–1           |
| 1999                   | Lindsay Davenport (2) Corina Morariu         | Serena Williams Venus Williams           | 6–4, 6–1           |
| 2000                   | Lisa Raymond Rennae Stubbs                   | Lindsay Davenport Anna Kournikova        | 4–6, 6–3, 7–6(8–6) |
| 2001                   | Cara Black Elena Likhovtseva                 | Martina Hingis Anna Kournikova           | 6–4, 1–6, 6–4      |
| 2002                   | Elena Dementieva Janette Husárová            | Daniela Hantuchová Ai Sugiyama           | 6–2, 6–4           |
| 2003                   | Kim Clijsters Ai Sugiyama                    | Lindsay Davenport Lisa Raymond           | 6–4, 7–5           |
| 2004                   | Cara Black (2) Rennae Stubbs (2)             | Virginia Ruano Pascual Paola Suárez      | 4–6, 6–1, 6–4      |
| 2005                   | Conchita Martínez (2) Virginia Ruano Pascual | Daniela Hantuchová Ai Sugiyama           | 6–7(7–9), 6–1, 7–5 |
| 2006                   | Cara Black (3) Rennae Stubbs (3)             | Anna-Lena Grönefeld Meghann Shaughnessy  | 6–2, 6–2           |
| 2007                   | Cara Black (4) Liezel Huber                  | Anna Chakvetadze Victoria Azarenka       | 7–5, 6–3           |
| 2008–2009              | not held                                     | not held                                 | not held           |
| ↓ Premier tournament ↓ |                                              |                                          |                    |
| 2010                   | Maria Kirilenko Zheng Jie                    | Lisa Raymond Rennae Stubbs               | 6–4, 6–4           |
| 2011                   | Kvĕta Peschke Katarina Srebotnik             | Raquel Kops-Jones Abigail Spears         | 6–0, 6–2           |
| 2012                   | Raquel Kops-Jones Abigail Spears             | Vania King Nadia Petrova                 | 6–2, 6–4           |
| 2013                   | Raquel Kops-Jones (2) Abigail Spears (2)     | Chan Hao-ching Janette Husárová          | 6–4, 6–1           |
| 2014                   | Nu s-a ținut                                 | Nu s-a ținut                             | Nu s-a ținut       |
| ↓ WTA 125 ↓            |                                              |                                          |                    |
| 2015                   | Gabriela Cé Verónica Cepede Royg             | Oksana Kalashnikova Tatjana Maria        | 1–6, 6–4, [10–8]   |
| 2016–2021              | Nu s-a ținut                                 | Nu s-a ținut                             | Nu s-a ținut       |
| ↓ WTA 500 ↓            |                                              |                                          |                    |
| 2022                   | Coco Gauff Jessica Pegula                    | Gabriela Dabrowski Giuliana Olmos        | 1–6, 7–5, [10–4]   |
| 2023                   | Barbora Krejčíková Kateřina Siniaková        | Danielle Collins CoCo Vandeweghe         | 6–1, 6–4           |
| 2024                   | Nicole Melichar-Martinez Ellen Perez         | Desirae Krawczyk Jessica Pegula          | 6–1, 6–2           |